# Jules Schyl

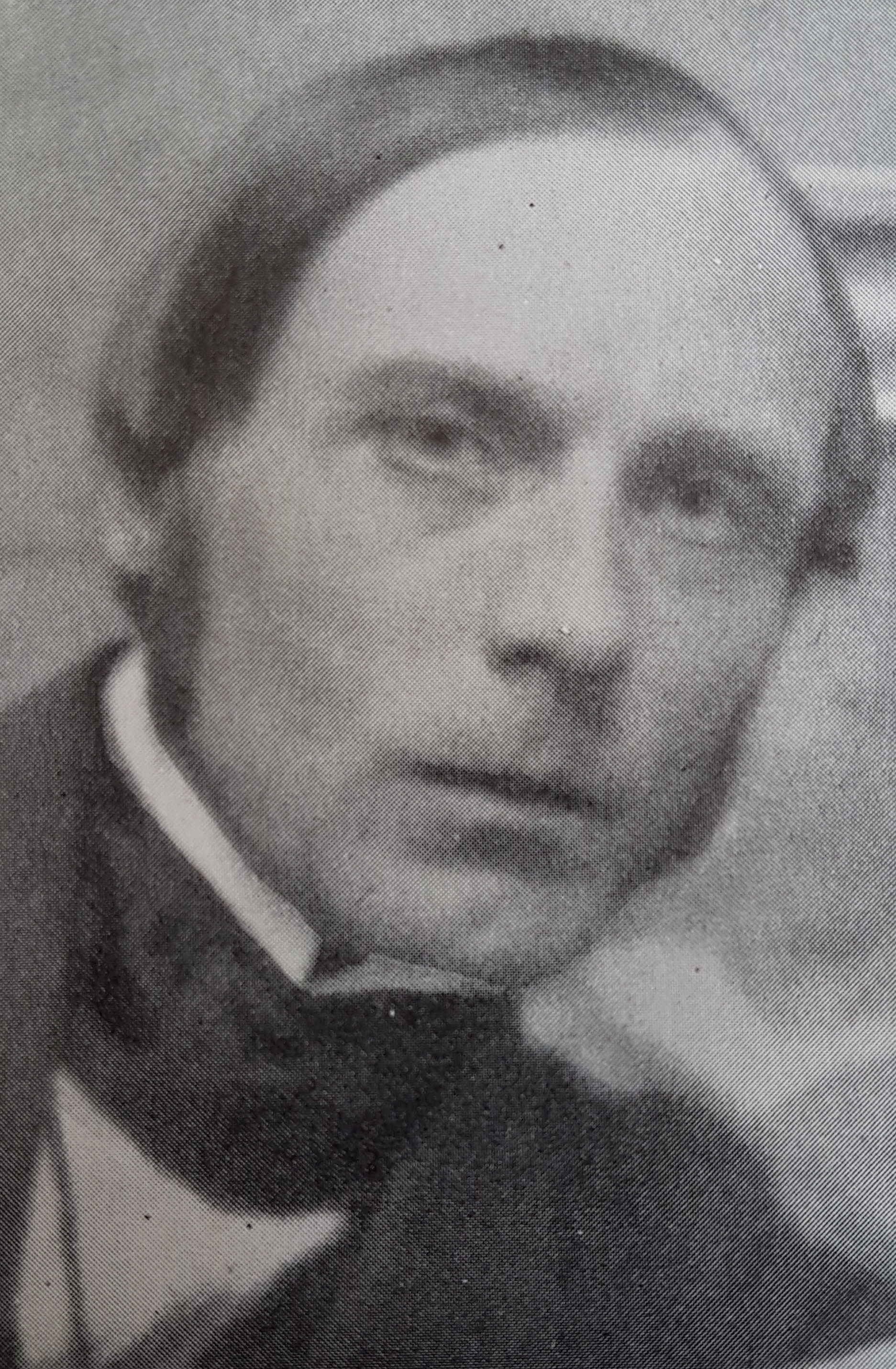
Jules Schyl

Jules Victor Richard Schyl (eigentlich Viktor Jules Richard Schylow) (* 12. Oktober 1893 in Kopenhagen; † 21. November 1977 in der St.-Pauli-Gemeinde in Malmö) war ein schwedischer Zeichenlehrer, Maler, Grafiker und Karikaturist.

## Leben
Schyl war der Sohn des Fabrikanten Ola Svensson und Ida Henriksson und seit 1932 mit Karin Johansson verheiratet. Er studierte von 1913 bis 1914 an der Technischen Hochschule in Stockholm und absolvierte von 1914 bis 1917 eine Ausbildung zum Zeichenlehrer an der Kunstgewerbeschule. Gleichzeitig studierte er Malerei an der Malschule in Althin. Nach seiner Zeit in Stockholm setzte er sein Studium von 1917 bis 1919 bei Joakim Skovgaard, „Gotfred Rode“ und Julius Paulsen an der Königlich Dänischen Kunstakademie in Kopenhagen fort. In dieser Zeit unternahm Schyl auch ausgedehnte Reisen nach Deutschland (wo er kurzzeitig eine Radierschule in Dresden besuchte), in die Niederlande, nach Frankreich und Italien.
1921 wurde er als Zeichenlehrer an den Berufsschulen in Malmö angestellt und arbeitete später einige Jahre an der Technischen Hochschule in Malmö. Zusammen mit einer Gruppe anderer Maler und Bildhauer aus Schonen verhalf er der skandinavischen Moderne zum Durchbruch. Er war 1924 Mitbegründer der Künstlergruppe De tolv (Die Zwölf) und 1928 der Konstföreningen Aura. Anfang der 1920er Jahre gründete er eine private Malschule in Lund. Als Schyl 1917 Stockholm verließ, war seine Malereinaturalistisch, und während seiner Zeit in Kopenhagen kam er mit den neuen Kunstströmungen des Kubismus, Impressionismus und Expressionismus in Berührung.

## Ausstellungen
Er stellte 1918 zusammen mit NJ Mangor und G. Wang in Kopenhagen aus, 1923 zusammen mit Evald Ask und Arvid Källström im Kunstmuseum der Universität Lund, 1939 in der SDS-Halle und 1944 im Malmö Museum. Ab 1919 nahm er an Gruppenausstellungen der Skånes konstförening teil, ab 1924 regelmäßig an der Künstlergruppe De tolv (Die Zwölf) und etwa 30 Mal an der Künstlergruppe Aura. Er beteiligte sich auch an Ausstellungen des Schwedischen Kunstvereins Konstnärsförbundet, des Nationalen Kunstvereins, an der Ausstellung skanischer (schonischer) Kunst in Schloss Charlottenborg bei Kopenhagen 1946, an der Ausstellung von Künstlern aus Schonen in der Liljevalchs konsthall in Stockholm 1951, an der Ausstellung Lhote och svenskarna (Leuchtturm und die Schweden) im Kunstgewerbearchiv in Lund 1961, an der Ausstellung Facett des Kunstvereins Limhamn im Rathaus von Malmö und an mehreren Ausstellungen provinzieller Kunst an verschiedenen Orten in Schonen. Zu seinen öffentlichen Werken gehören Wandmalereien im Restaurant Åke Hans in Lund, in der Eingangshalle des Rathauses in Lund und in den Räumen der Malmö Nation in Lund.

## Kunst und Stil
Seine Kunst umfasst Figurenstudien, Landschaften, Stillleben und Porträts, wobei er sich in vielen seiner Themen inspirieren ließ von der Welt der Musik und des Tanzes, auch von Tanzlokalen, und er kehrte oft zu Harlekinen und Mandolinenspielern zurück, die er in Öl, aber auch in Zeichnungen, Radierungen, Aquatinta, Mezzotinto und Lithografien ausführte.

## Sammlungen
Schyl ist im Nationalmuseum Stockholm, im Moderna Museet, im Tomelilla Art Museum, im Helsingborg Museum und im Malmö Konstmuseum vertreten.